# Тургенево (Московская область)
Тургенево — деревня в городском округе Домодедово Московской области России. Расположена на берегу реки Рожайки при впадении в неё речки Злодейки.

## Население
| 2002 | 2010 |
| ---- | ---- |
| 16   | ↗19  |

## Природа
Расположенная всего в пятидесяти километрах от Москвы, в среднем течении реки Рожайки, деревня Тургенево оставляет впечатление тихого и спокойного места. Скромная, но такая выразительная, природа средней полосы России представлена здесь во всей своей красе. Тихая и теплая речка Рожайка петляет по холмистым лугам, в окружении зарослей ивы и ветлы. На пригорках здесь и там разбросаны деревушки и коттеджные поселки. В Рожайку с двух сторон впадают совсем крохотные речушки — возле Тургенева это чистая студеная Злодейка, подпитываемая холодными подземными ключами, и теплая ленивая Рогожка, неторопливо текущая в низких заболоченных берегах. Вокруг деревни раскинулись широкие луга и поля, а за ними поднимаются смешанные подмосковные леса. На другом берегу Рожайки, прямо напротив деревни, стоит бывший заповедный помещичий лес — Барсуново.

## История
Сейчас невозможно точно установить, когда именно люди впервые стали селиться на землях при слиянии речек Рожайи (Рожайки) и Злодейки. Думается, что эта живописная местность была обитаема с давних пор, однако впервые деревня Тургенево, в те времена носившая название сельца Борёво, упоминается под 1627 г. Данное название могло произойти от окружавшего село густого леса — бора. В те времена оно принадлежало Ивану Юрьевичу (Меньшому) Тургеневу — строителю каменной церкви в селе Архангельское (ныне Одинцово), — и в нём располагался двор вотчинников. По всей видимости, деревня была пожалована ему из казны за службу воеводой в Муроме и Саратове первым русским царем из рода Романовых — Михаилом Федоровичем. Иван Юрьевич Тургенев был «восьмым коленом» родоначальника Тургеневых — мурзы Тургена, прибывшего на службу в Москву из Золотой Орды в царствование великого князя Василия Темного (1425—1462 гг.). Знаменитый писатель Иван Сергеевич Тургенев являлся «пятнадцатым коленом» этого рода.
Борёво недолго принадлежало семье Тургеневых. После смерти Ивана Юрьевича 6 ноября 1662 г. его вотчина согласно духовному завещанию, досталась его вдове Марфе, которая вместе со своими владениями в 1664 г. вышла замуж за Автонома Ивановича Еропкина, до 1668 г. бывшего воеводой в г. Алатырь (Симбирская губерния). Один из потомков Еропкина в 1722 г. передал Борёво Донскому монастырю. С этого времени сельцо начинает именоваться деревней Борёво-Тургенево. Деревня исправно приносила доход монастырю, отсылала туда продукты питания, до тех пор, пока в 1764 г., по указу Екатерины II о секуляризации духовных владений и населяющих их крестьян, не была изъята в пользу государства и не попала в разряд так называемых «экономических» сёл, — приписанных к ведомству Коллегии экономии. Барщина и натуральный оброк были заменены для тургеневских крестьян единой денежной подушной податью. В 1786 г., в связи с ликвидацией Коллегии, деревня перешла в ведение местной казённой палаты (органа администрации). В первой половине XIX в. это была уже обычная государственная деревня, а после 1859 г. название деревни вновь меняется — теперь на Тургенево-Борёво. Таким образом, с 1722 г. Тургенево фактически не знало помещичьего гнета и не имело своего барина.
После Октябрьской революции 1917 г. все государственные земли были разделены между местными крестьянами. Примерно в это же время исчезает первое слово в названии деревни и возникает сохранившееся до сегодняшнего дня наименование Тургенево. Осенью и зимой 1941 г., в тяжелые месяцы битвы под Москвой, фронт проходил в непосредственной близости от деревни, вся округа подвергалась немецким бомбардировкам. Тургеневские женщины, старики и подростки копали окопы, противотанковые рвы, сооружали лесные завалы и у родной деревни, и вокруг близлежащих крупных населенных пунктов, в том числе и Домодедова.
В 1969 году деревня Тургенево вошла в состав вновь образованного Домодедовского района.